# Realismo russo
O realismo é uma tendência na literatura e na arte que visa reproduzir fielmente a realidade em suas características típicas. O domínio do realismo seguiu a era do romantismo e precedeu o simbolismo. O realismo como direção foi uma resposta não apenas ao Iluminismo (classicismo), com suas esperanças na Razão humana, mas também à indignação romântica do homem e da sociedade. O mundo acabou não sendo do jeito que foi retratado pelos classicistas e românticos.
Era necessário não apenas iluminar o mundo, não apenas mostrar seus elevados ideais, mas também compreender a realidade. A resposta a este pedido foi a tendência realista que surgiu na literatura da Europa e da Rússia na década de 30 do século XIX. O realismo é entendido como uma atitude verdadeira em relação à realidade em uma obra de arte de um determinado período histórico. Nesse sentido, suas características podem ser encontradas nos textos artísticos do Renascimento ou do Iluminismo. Mas como tendência literária, o realismo russo tornou-se o principal precisamente no segundo terço do século XIX.

## Aspectos gerais
Em qualquer obra de belas-artes distinguimos dois elementos necessários: o elemento objetivo, a reprodução dos fenômenos dados pelo artista, e o elemento subjetivo, algo que o próprio artista colocou na obra. Parando em uma avaliação comparativa desses dois elementos, a teoria em diferentes épocas atribui maior importância a um ou outro deles (em conexão com o curso do desenvolvimento da arte e com outras circunstâncias).
Daí as duas direções opostas na teoria; uma coisa - o realismo - coloca diante da arte a tarefa de reproduzir fielmente a realidade; o outro - o idealismo - vê o propósito da arte em "repor a realidade", em criar novas formas. Além disso, o ponto de partida não são tanto os fatos reais quanto as representações ideais. Essa terminologia, emprestada da filosofia, às vezes introduz momentos não estéticos na avaliação de uma obra de arte: o realismo é criticado de forma bastante equivocada pela ausência de idealismo moral. No uso comum, o termo "realismo" significa a cópia exata de detalhes, principalmente os externos. A insustentabilidade desse ponto de vista, do qual a conclusão natural é que o registro de realidades - o romance e a fotografia são preferíveis à imagem do artista - é bastante óbvia; uma refutação suficiente disso é nossa estéticaum sentimento que não hesita um minuto entre uma figura de cera, reproduzindo os mais finos tons de cores vivas, e uma estátua de mármore branco mortal. Seria inútil e inútil criar outro mundo, completamente idêntico ao existente.
Copiar as características do mundo exterior nunca foi em si o objetivo da arte. Se possível, a verdadeira reprodução da realidade é complementada pela originalidade criativa do artista. Em teoria, o idealismo se opõe ao realismo, mas na prática se opõe à rotina, à tradição, ao cânone acadêmico, à imitação obrigatória dos clássicos - em outras palavras, à morte da criatividade independente. A arte começa com a reprodução real da natureza; mas quando são conhecidos exemplos populares de pensamento artístico, ocorre a criatividade imitativa, o trabalho de acordo com um modelo. Essas são as características usuais de uma escola estabelecida, seja ela qual for. Quase todas as escolas reivindicam uma palavra nova precisamente no campo da reprodução verídica da vida - e cada uma por direito próprio, e cada uma é negada e substituída pela seguinte em nome do mesmo princípio de verdade. Isso é especialmente característico na história do desenvolvimento da literatura francesa, que reflete uma série de conquistas do verdadeiro realismo.
O desejo de verdade artística estava no centro dos mesmos movimentos que, petrificados na tradição e no cânone, mais tarde se tornaram símbolos de arte irreal. Basta lembrar que as famosas três unidades foram adotadas não por imitação servil de Aristóteles, mas apenas porque possibilitaram a ilusão do palco. Como escreveu Lanson "O estabelecimento das unidades foi o triunfo do Realismo. Essas regras, que se tornaram causa de tantas incoerências durante o declínio do teatro clássico, foram inicialmente uma condição necessária para a plausibilidade cênica. Nas regras aristotélicas, o racionalismo medieval encontrou um meio de retirar de cena os últimos resquícios da ingênua fantasia medieval. O profundo realismo interior da tragédia clássica dos franceses degenerou nos argumentos dos teóricos e nas obras dos imitadores em esquemas mortos, cuja opressão foi eliminada pela literatura apenas no início do século XIX. Há um ponto de vista de que qualquer movimento verdadeiramente progressista no campo da arte é um movimento em direção ao realismo.
A este respeito, não há exceções e essas novas tendências que parecem ser uma reação do realismo. Na verdade, eles representam apenas oposição à rotina, dogma artístico - uma reação contra o realismo de nome, que deixou de ser uma busca e recriação artística da verdade da vida. Quando o simbolismo lírico tenta por novos meios transmitir o humor do poeta ao leitor, quando os neoidealistas, ressuscitando os antigos métodos convencionais de representação artística, desenham estilizados, ou seja, como se desviassem deliberadamente da realidade, das imagens, lutam pelo mesmo que é o objetivo de qualquer arte, mesmo que seja arquinaturalista, a arte: a reprodução criativa da vida. Não há obra verdadeiramente artística - da sinfonia ao arabesco, da " Ilíada " ao "Sussurro, sopro tímido" - que, com um olhar mais profundo, não se tornaria uma verdadeira imagem da alma do criador, "um canto da vida pelo prisma do temperamento".
Dificilmente é possível, portanto, falar de uma história do realismo: ela coincide com a história da arte. Só se pode caracterizar momentos individuais da vida histórica da arte, quando eles insistiram especialmente em uma representação verídica da vida, vendo-a principalmente na emancipação das convenções escolares, na capacidade de perceber e na coragem de retratar detalhes que passaram despercebidos pelos artistas dos dias anteriores ou os assustava pela inconsistência com os dogmas. Tal era o romantismo, tal é a forma última do realismo, o naturalismo. Na Rússia, o primeiro a introduzir amplamente o termo "realismo" no jornalismo e na crítica foi Dmitry Pisarev, até então o termo "realismo" era usado por Herzen no sentido filosófico, como sinônimo do conceito de " materialismo" (1846).

## Escritores realistas russos
O falecido A. S. Pushkin é o fundador do realismo na literatura russa. São, também, escritores realistas da Rússia: M. Yu. Lermontov, I. A. Goncharov, A. I. Herzen, N. G. Chernyshevsky, F. M. Dostoiévski, L. N. Tolstoy, I. S. Turgenev, A.P. Chekhov, V. G. Korolenko, A. I. Kuprin, A. T. Tvardovsky, V. M. Shukshin, B. L. Pasternak. M. A. Sholokhov.

## História do realismo
Há uma opinião de que o realismo se originou nos tempos antigos. Existem vários períodos de realismo: (a) Realismo Antigo; (b) Realismo renascentista; (c) Realismo dos séculos XVIII e XIX, sendo a fase mais aguda, ocorrida em meados do século XIX, chamado de "a era do realismo"); (d) "Neorealismo (realismo do século XX)".
A literatura russa refere-se à literatura da Rússia e seus emigrantes e à literatura de língua russa. As raízes da literatura russa podem ser rastreadas até a Idade Média, quando os épicos e as crônicas do Velho Oriente eslavo foram compostos. Na Idade do Iluminismo, a literatura havia crescido em importância e, desde o início da década de 1830, a literatura russa passou por uma incrível idade de ouro na poesia, prosa e drama. O romantismo permitiu o florescimento do talento poético: Vasily Zhukovsky e mais tarde seu protegido Alexander Pushkin vieram à tona. A prosa também estava florescendo. Mikhail Lermontov foi um dos mais importantes poetas e romancistas. O primeiro grande romancista russo foi Nikolai Gogol. Então veio Ivan Turgenev, que domina tanto contos quanto romances. Fiódor Dostoiévski e Liev Tolstói logo se tornaram conhecidos internacionalmente. Outras figuras importantes do realismo russo foram Ivan Goncharov, Mikhail Saltykov-Shchedrin e Nikolai Leskov. Na segunda metade do século, Anton Chekhov destacou-se em contos e tornou-se um dramaturgo de destaque. O início do século XX classifica como a Idade de Prata da poesia russa. Os poetas mais frequentemente associados à "Idade de Prata" são Konstantin Balmont, Valery Bryusov, Alexander Blok, Anna Akhmatova, Nikolay Gumilyov, Sergei Yesenin, Vladimir Mayakovsky e Marina Tsvetaeva. Essa época produziu alguns romancistas e contistas de primeira linha, como Aleksandr Kuprin, o ganhador do Prêmio Nobel Ivan Bunin, Leonid Andreyev, Fyodor Sologub, Yevgeny Zamyatin, Alexander Belyaev, Andrei Bely e Maxim Gorky.
Após a Revolução de 1917, a literatura russa se dividiu em partes de emigrantes soviéticos e brancos. Enquanto a União Soviética assegurava a alfabetização universal e uma indústria de impressão de livros altamente desenvolvida, também impunha a censura ideológica. Na década de 1930, o realismo socialista tornou-se a tendência predominante na Rússia. Suas principais figuras foram Nikolay Ostrovsky, Alexander Fadeyev e outros escritores, que lançaram as bases desse estilo. O romance de Ostrovsky, How the Steel Was Tempered (Como o aço é temperado), está entre as obras mais populares da literatura sociorealista russa. Alguns escritores, como Mikhail Bulgakov, Andrei Platonov e Daniil Kharmsforam criticados e escreveram com pouca ou nenhuma esperança de serem publicados. Vários escritores emigrados, como os poetas Vladislav Khodasevich, Georgy Ivanov e Vyacheslav Ivanov; romancistas como Gaito Gazdanov, Vladimir Nabokov e Bunin continuaram a escrever no exílio. Alguns escritores ousaram se opor à ideologia soviética, como o romancista vencedor do Prêmio Nobel Aleksandr Solzhenitsyn e Varlam Shalamov, que escreveu sobre a vida nos campos de gulag. O período de desestalinização de Khrushchev trouxe um novo fôlego à literatura e a poesia tornou-se um fenômeno cultural de massa. Esse "degelo" não durou muito; na década de 1970, alguns dos autores mais proeminentes foram proibidos de publicar e processados por seus sentimentos anti-soviéticos.
O final do século XX foi um período difícil para a literatura russa, com poucas vozes distintas. Entre os autores mais discutidos desse período estavam Victor Pelevin, que ganhou popularidade com contos e romances, o romancista e dramaturgo Vladimir Sorokin e o poeta Dmitri Prigov. No século XXI, surgiu uma nova geração de autores russos, muito diferentes da prosa pós-moderna russa do final do século XX, o que levou os críticos a falar em "novo realismo". Os autores russos contribuíram significativamente para vários gêneros literários. A Rússia tem cinco ganhadores do Prêmio Nobel de Literatura. A partir de 2011, a Rússia foi o quarto maior produtor de livros do mundo em termos de títulos publicados. Um ditado popular afirma que os russos são "a nação mais leitora do mundo". 

## Século XIX: Era de Ouro da Literatura Russa
O século XIX é tradicionalmente referido como a "Era de Ouro" da literatura russa. O romantismo permitiu o florescimento de um talento especialmente poético: os nomes de Vasily Zhukovsky e mais tarde o de seu protegido Alexander Pushkin vieram à tona. Pushkin é creditado com a cristalização da língua russa literária e a introdução de um novo nível de arte na literatura russa. Sua obra mais conhecida é um romance em verso, Eugene Onegin (1833). Toda uma nova geração de poetas, incluindo Mikhail Lermontov (também conhecido pelo romance Um herói de Nosso Tempo, 1841), Yevgeny Baratynsky, Konstantin Batyushkov, Nikolay Nekrasov, Aleksey Konstantinovich Tolstói, Fyodor Tyutchev e Afanay Fet seguido no caminho de Pushkin. 
A prosa também estava florescendo. O primeiro grande romance russo foi "Almas Mortas" (1842) de Nikolai Gogol . Pode-se dizer que a escola realista de ficção começou com Ivan Goncharov, lembrado principalmente por seu romance Oblomov (1859), e Ivan Turgenev, Fiódor Dostoyevsky e Liev Tolstói logo se tornaram internacionalmente conhecidos a ponto de muitos estudiosos como FR Leavis descreverem um ou outro como o maior romancista de todos os tempos. Mikhail Saltykov-Shchedrin é conhecido por sua sátira grotesca, e o romance A Família Golovlyov (1880) é considerado sua obra -prima. Nikolai Leskov é mais lembrado por sua ficção mais curta e por suas técnicas únicas, chamadas de "skaz". No final do século, Anton Chekhov emergiu como um mestre do conto, bem como um importante dramaturgo internacional.
Outros desenvolvimentos importantes do século XIX incluíram o fabulista Ivan Krylov ; escritores de não-ficção como o crítico Vissarion Belinsky e o reformador político Alexander Herzen ; dramaturgos como Aleksandr Griboyedov, Aleksandr Ostrovsky, Alexander Sukhovo-Kobylin e o satírico Kozma Prutkov (um pseudônimo coletivo).